# 孟村回族自治県
孟村回族自治県（もうそん-かいぞく-じちけん）は中華人民共和国河北省滄州市に位置する自治県。

## 歴史
1955年、黄驊県・滄県・塩山県の一部に分割設置された。1958年には廃止とされ塩山県に編入されたが、1962年に再設置され現在に至る。

## 行政区画
- 鎮:孟村鎮、新県鎮、辛店鎮、高寨鎮
- 郷:宋荘子郷、牛進荘郷